# Joseph de Caffarelli
Pour les articles homonymes, voir Caffarelli.
Pour les autres membres de la famille, voir Famille de Caffarelli.
Louis Marie Joseph, comte de Caffarelli et de l'Empire, dit de Merville (Le Falga, 21 février 1760 – Lavelanet-de-Comminges (Haute-Garonne), 14 août 1845), est un officier de marine, administrateur et homme politique français des XVIIIe et XIXe siècles.
Il fut conseiller d'État et préfet maritime de Brest.

## Biographie
Louis Marie Joseph de Caffarelli naquit au château de Falga, le 21 février 1760, d'une famille noble d'origine italienne établie depuis deux siècles dans le Haut-Languedoc. Il est le fils de Maximilien Pierre de Caffarelli du Falga (1725-1766), seigneur du Falga, et de Marguerite Louise d'Anceau de Lavelanet (1732-1786), elle-même fille de Jean-Louis d'Anceau, seigneur de Lavelanet (1701-1772).

### Carrière militaire
Élève (comme ses frères Maximilien, Charles-Ambroise, Auguste et Jean-Baptiste), de l'abbaye-école de Sorèze (1764-1774), il entra d'abord en qualité de cadet dans le régiment de Bretagne-infanterie, et peu de temps après dans la marine.
Il fit ses premières armes en Amérique, pendant la guerre de l'indépendance et prit part aux combats de Tobago, de la Chesapeake, de Saint Christophe et des Saintes (1780-1782). Il était, en 1783, dans l'escadre du comte d'Estaing.
Parvenu au grade de lieutenant de vaisseau, à la veille de la Révolution française (mai 1786), il fut obligé de quitter le service pour rétablir sa santé altérée par les fatigues de la campagne précédente.
Lorsque la Révolution arrive, il est nommé procureur de sa commune du Falga (1790), puis maire en 1792. Il reprend du service dès l'année suivante.
Il servit alors comme auxiliaire dans le corps du génie de l'armée des Pyrénées-Orientales, et fit avec cette armée les trois campagnes qui furent suivies de la prise de Figuières et de Roses. Il rentra dans ses foyers à la paix de Bâle (1795).

### Conseil d'État et préfecture maritime de Brest

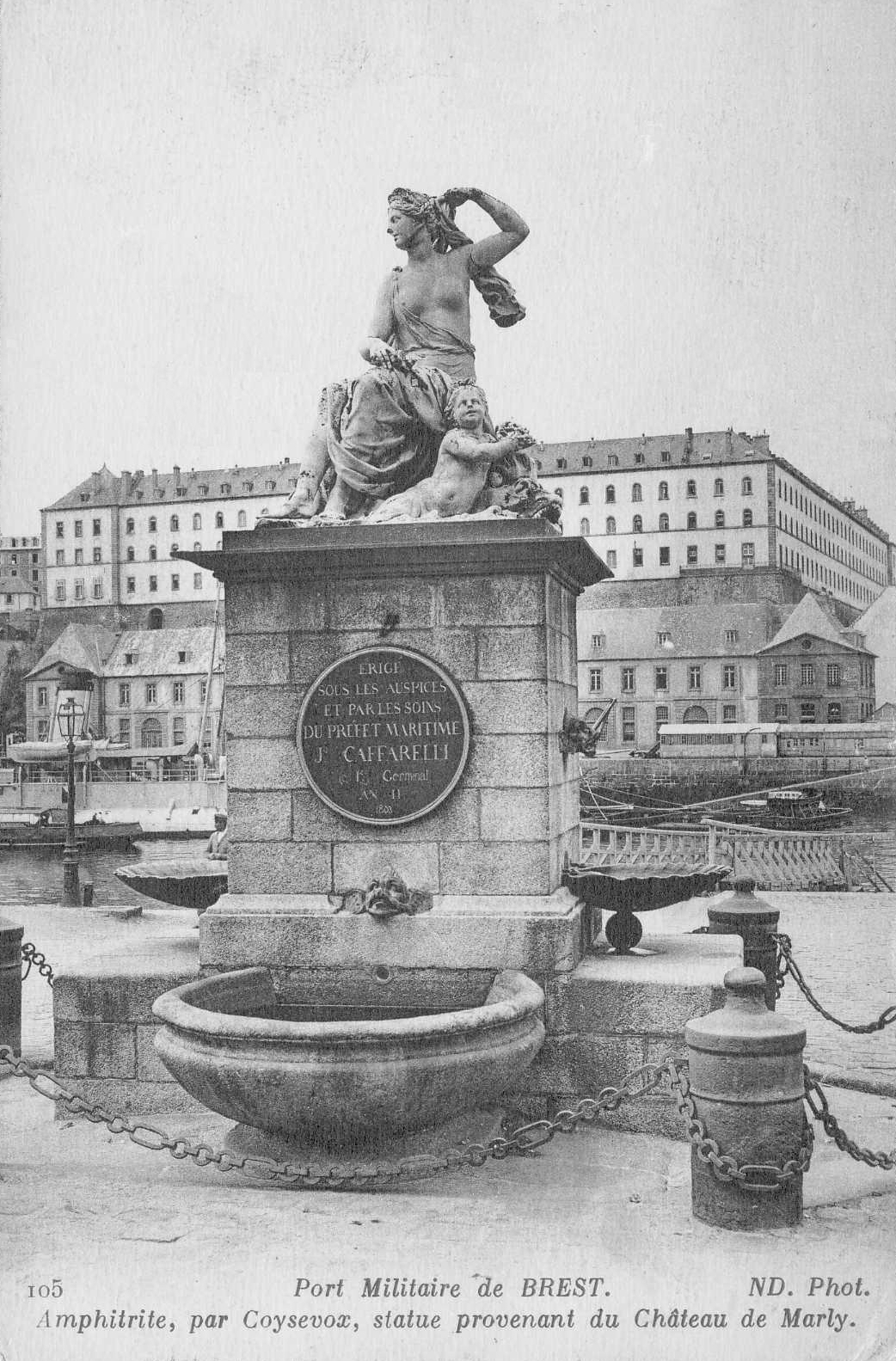
La fontaine Caffarelli à Brest en 1906 constituée du triomphe d'Amphitrite de d'Antoine Coysevox. La statue fut transférée au musée du Louvre à la Libération, laissant le piédestal orphelin (actuellement installé dans le Château de Brest, en face de la nouvelle Préfecture maritime).

Joseph était le frère du général Maximilien Caffarelli, mort en 1799 à Saint-Jean-d’Acre, très apprécié du général Bonaparte, il bénéficie au retour de celui-ci en France de toute la bienveillance du premier Consul.
À l'époque de la création du conseil d'État (4 nivôse an VIII : 25 décembre 1799), M. Caffarelli y fut appelé comme conseiller d'État en service ordinaire et immédiatement affecté à la section de la marine. En 1810, M. Caffarelli fut un de ceux qui appuyèrent le plus vivement la proposition relative à une levée de marins dans les départements maritimes depuis douze ans jusqu'à quarante-cinq.
Le 1er thermidor an VIII, Caffarelli se rendit à Brest avec le titre de préfet maritime, et y demeura pendant neuf ans, après lesquels il fut nommé membre du conseil de la marine. Il y réorganise complètement l'arsenal et les services jusqu'en 1810, dont notamment le service de l'inscription maritime et celui des approvisionnements de la flotte. Il mit par ailleurs sur pied les écoles navales embarquées à Brest et à Toulon en 1811.
Il inaugure en 1802 une fontaine placée sur le quai de l'Arsenal de Brest. Surmontée d'une sculpture de Antoine Coysevox Amphytrite, don de la Nation à la municipalité de Brest, elle restera un des symboles du port militaire jusqu'à son déménagement dans les jardins de la préfecture maritime en 1912.
« L'intelligence, le zèle et l'activité avec lesquels il exerça ses fonctions préfectorales », lui valurent, le 9 vendémiaire an XII, la décoration de la Légion d'honneur, puis le titre de grand-officier de cette légion le 25 prairial suivant. Le collège électoral de la Haute-Garonne l'avait élu candidat au Sénat conservateur en 1804 et 1805 : il n'entra pas dans cette assemblée.
Il était, entre-temps, passé en service extraordinaire (dès l'an IX). Il exerce, à partir de juillet 1800, la fonction de préfet maritime de Brest où il réorganise l'arsenal. De 1800 à 1810, il est inscrit sur la liste des conseillers d'État honoraires. En service ordinaire rattaché à la section de la marine de 1811 à 1813. Il était également membre du conseil de marine la même année. Il participe régulièrement aux séances du conseil ne destinées à organiser le grand programme de redressement naval voulu par Napoléon et mis en œuvre depuis l’été 1810. Il fait ainsi partie du groupe restreint initié dans ce programme, composé de Ganteaume, Decrès, Malouet et Najac, assistant et conseillant l’empereur dans cette entreprise. En dehors des questions de recrutement, Caffarelli, s’occupe en particulier de la coupe extraordinaire ordonnée dans les forêts publiques pour approvisionner les ports. Il est aussi consulté, en 1811, sur la question d’un réarmement soudain de l’escadre de Rochefort, destinée à rompre le blocus anglais du port.  Il est fait grand officier de la Légion d'honneur en 1805, comte d'Empire en 1810, Grand croix de l'Ordre de la Réunion en 1813.
Napoléon l'avait fait comte de l'Empire le 15 juillet 1810.

### Commissaire extraordinaire à Toulouse
Devenu grand'croix de l'ordre de la Réunion en 1813, Napoléon Ier le chargea, au mois de janvier 1814, de se rendre, avec le titre de commissaire extraordinaire, dans la 10e division militaire pour y organiser des moyens de résistance.
Aussitôt après son arrivée à Toulouse, il déclara, par un arrêté en date du 29 mars, le département de la Haute-Garonne en état de siège. « Il faut, disait-il dans sa proclamation, que tout citoyen devienne soldat et que tout fonctionnaire, sans exception, donne l'exemple du dévoûment et du patriotisme : Honneur, patrie, Napoléon, doivent être la devise de tous les Français. Ces mots sacrés, gages certains de la victoire, doivent les enflammer tous jusqu'au dernier moment. »
La population n'était pas disposée à seconder le patriotisme de M. Caffarelli, « troublée qu'elle était par les efforts coupables d'une association connue sous le nom de Confédération chrétienne, et à laquelle, disent les auteurs de la Biographie de Bruxelles, le nom de Confédération de rebelles, eût bien mieux convenu. Le moment était venu pour elle de recueillir le fruit de ses complots, et elle s'y préparait lorsque le général Caffarelli, après avoir découvert les odieuses intrigues de celte poignée de misérables dont les noms avaient été remis entre ses mains, résolut de ne les punir que par le mépris qui accompagne toujours la trahison. Au reste, les vœux qui appelaient l'étranger étaient sur le point d'être satisfaits, et le crime n'était déjà plus que dans la fidélité ». À priori, M. Caffarelli était décidé, au contraire, à sévir contre les associés ; il se disposait même à adresser un rapport au ministre de la Police générale (Savary, duc de Rovigo), lorsque madame d'Argicourt se rendit chez lui pour l'engager, dans l'intérêt de sa propre sûreté, et vu la situation politique du pays, à s'abstenir de toute manifestation hostile.

### 1814-1815
La prise de possession de Toulouse par le duc de Wellington, et la capitulation de Paris, ramenèrent M. Caffarelli dans la capitale, où il se soumit à l'autorité de Louis XVIII, qui le nomma conseiller d'État honoraire.
Lors des Cent-Jours, Caffarelli se rallie à Napoléon qui le nomme conseiller d’État en service ordinaire, attaché à la section de la marine. L'Empereur lui conféra, le 2 juin 1815, la dignité de pair de France. Il fit partie, le 9 du même mois, de la députation que la Chambre haute envoya à l'Empereur pour lui présenter une adresse.

### Dernières années
Le retour de Gand, il dut renoncer à toutes ses fonctions : il disparut alors de la vie publique nationale, et « vécut jusqu'à sa mort dans une retraite absolue ».
Admis en retraite le 26 août 1814, il avait été élevé (assimilé) au grade de vice-amiral (en retraite) le 10 avril 1831.
Maire de Lavelanet-de-Comminges, il fut désigné, le 18 janvier de la même année 1831, lors de la nomination générale conseiller général de la Haute-Garonne au siège no 17. Il fut élu, lors de la première élection générale (17 novembre 1833) conseiller général pour le canton de Cazères.
Il meurt le 14 août 1845 à Lavelanet-de-Comminges (Haute-Garonne).
Les papiers personnels de Joseph et Auguste de Caffarelli sont conservés aux Archives nationales sous la cote 128AP.

## Titres
- Titre de comte, accordé par décret du 14 juin 1810 (lettres patentes signées à Rambouillet le 15 juillet 1810[22]).

## Décorations
| Grand officier de la Légion d'honneur | Grand'croix de l'Ordre de la Réunion | Commandeur de Saint-Louis |

- Légion d'honneur[23] :
  - Légionnaire (9 vendémiaire an XII : 2 octobre 1803), puis,
  - Grand officier de la Légion d'honneur (25 prairial an XII) ;
- Grand'croix de l'Ordre de la Réunion (1813[10],[11]).
- Il est reçu par son frère Auguste dans l'ordre royal et militaire de Saint-Louis[2].

## Armoiries
| Image | Armoiries |
| ----- | --- |
|       | Armes de la famille Caffarelli Parti: au 1, d'azur, au lion d'or; au 2, coupé: a. taillé d'or sur gueules; b. tranché d'or sur gueules. Au chef de l'écu d'or, brochant sur le parti et ch. d'une aigle de sable, couronnée d'or. |
|       | Armes des Caffarelli du Falga Parti, au premier d'argent, au lion rampant de sable; au deuxième coupé, le premier taillé d'argent et de gueules, le second tranché d'argent et de gueules., |
|       | Armes du 1er comte Caffarelli et de l'Empire Parti : au premier d'argent, au lion de sable lampassé de gueules ; au deuxième coupé, le premier taillé, le deuxième tranché d'argent et de gueules ; le tout surmonté d'un comble, franc-quartier de comte conseiller d'État (échiqueté d'azur et d'or), brochant au neuvième de l'écu., - Livrées : jaune blanc rouge noir. |

## Ascendance et postérité
Joseph Caffarelli était le cinquième fils de Maximilien Caffarelli (1725-1766), seigneur de Falga et de Marguerite Louise Félicité d'Anceau (1732-1786).
- Il épousa, en février 1795 au Pujolet (Vallesvilles, Haute-Garonne), Julie Lavaysse, fille de Jean-Moÿse Lavaysse (vers 1727-1802), seigneur du Pujolet et de Marie Guillemette de Bouffard de La Garrigue, dont, il eut :
  - Jenny Henriette (Falga (Haute-Garonne), 4 germinal an IV (24 mars 1796) - Lavelanet-de-Comminges, 16 février 1869), mariée, le 15 octobre 1817 à Lavelanet-de-Comminges, avec Auguste Joseph Marie Anne Jean Antoine Gleizes (1781- après 1845), colonel du génie, dont postérité ;
  - Charlotte Henriette Louise (Château d'En Gilède, (Mons (Haute-Garonne)), 23 pluviôse an VIII (12 février 1800) - 1859), mariée, le 12 novembre 1828 à Lavelanet-de-Comminges, avec Alexandre Henri de Foix (né en 1793), lieutenant de dragons, dont postérité ;
  - Élisa Françoise (Brest, 27 mai 1802 - Bouffard (Tarn), 6 mars 1827, inhumée à Castres), mariée en 1821 avec Édouard Alquier-Bouffard (1793-1863), dont postérité ;
  - Henriette Joséphine Jenny (Brest, 22 juin 1806 - Brest, 26 décembre 1809).